# BMO Stadium
BMO Stadium anteriormente Banc of California Stadium, es un estadio de fútbol situado en Los Ángeles, California. Situado en el barrio del Parque de la Exposición (Exposition Park) de Los Ángeles. Es la sede de Los Angeles Football Club de la Major League Soccer y del Angel City FC de la NWSL. Completado en 2018, fue el primer estadio exterior construido en la ciudad de Los Ángeles desde 1962. Construido en el sitio del antiguo Los Angeles Memorial Sports Arena, se encuentra al lado del Los Angeles Memorial Coliseum y justo al sur del campus principal de la Universidad del Sur de California. El estadio fue inaugurado el 18 de abril de 2018.

## Historia
El Los Angeles Times informó el 17 de mayo de 2015 que el equipo Los Angeles FC eligió el sitio del antiguo Los Angeles Memorial Sports Arena para construir un estadio de 22.000 asientos para la MLS en el Parque de la Exposición (Exposition Park), costando $250 millones. El Grupo estimó que el proyecto crearía 1.200 empleos temporales de construcción y 1.800 empleos a tiempo completo, generando $2,5 millones en ingresos tributarios anuales. Se esperaba que el informe de impacto ambiental, la demolición del antiguo Los Angeles Memorial Sports Arena y la construcción del nuevo estadio tomaran tres años y retrasaron el debut del equipo a 2018.
El 6 de mayo de 2016, el Consejo de la ciudad de Los Ángeles aprobó el estadio, despejando el camino para la construcción del estadio.

## Juegos Olímpicos de verano de Los Ángeles 2028
El estadio será parte del parque deportivo olímpico del centro y será anfitrión de algunos eventos del fútbol bandera y lacrosse cuando Los Ángeles acoja los Juegos Olímpicos de Los Ángeles 2028.